# Nordre Osen kirke
Nordre Osen kirke ligger i Åmots kommun i Innlandet fylke i Norge. Kyrkan ligger strax söder om Nordre Osen gamle kirke.

## Kyrkobyggnaden
Träkyrkan består av ett rektangulärt långhus med ett asymmetriskt placerat kyrktorn vid västra kortsidan. I öster finns koret, med en vidbyggd sakristia vid norra sidan och en vidbyggd sakristia vid södra sidan. Under kyrkan finns en källare med församlingssal, bårrum, kök, toaletter.

### Tillkomst
Nordre Osen kirke uppfördes år 1923 efter ritningar av arkitekt Ivar Viehe-Naess och invigdes 24 augusti samma år.
Kyrkogårdens nyaste del mellan den gamla kyrkan och den nya invigdes år 1930. De båda kyrkorna omges av en gemensam kyrkogård.

## Inventarier
- Kyrkans första altartavla, med motivet bebådelsen, är målad av Maria Vigeland.
- Dopfunten av täljsten är tillverkad av Karsten Liberg. Predikstolen av trä är liksom dopfunten samtida med kyrkan.
- De båda kyrkklockorna är gjutna av Olsen Nauen Klokkestøperi.